# Доминик Роуан
Доминик Роуан (17. јун 1971) је британски телевизијски и филмски глумац.
Роуан је најпознатији по улози Џејкоба Торна у серији Ред и закон: Велика Британија.